# Larry Black
Lawrence J. „Larry“ Black (* 20. Juli 1951 in Miami, Florida; † 8. Februar 2006 ebenda) war ein US-amerikanischer Sprinter und Olympiasieger.
Black war Student der North Carolina Central University und gewann in dieser Zeit 1971 die NCAA-Meisterschaft über 220 Yards.
Bei den Olympischen Spielen 1972 in München gewann er am 4. September die Silbermedaille im 200-Meter-Lauf in 20,19 s, hinter Walerij Borsow aus der Sowjetunion (20,00 s) und vor dem Italiener Pietro Mennea (20,30 s). Am 10. September siegte er in der 4-mal-100-Meter-Staffel zusammen mit seinen Teamkollegen Robert Taylor, Gerald Tinker und Eddie Hart in 38,19 s (womit sie den nationalen Rekord egalisierten), vor den Teams aus der Sowjetunion (38,50 s) und der Bundesrepublik Deutschland (38,79 s). 
Er starb am 8. Februar 2006 an einem Aneurysma.

## Bestzeiten
- 100 Yards: 9,3 s, 30. März 1974, Raleigh
- 200 m: 20,19 s, 4. September 1972, München (handgestoppt: 20,0 s, 2. Juni 1972, Billings)